# يو إف سي 141
يو إف سي 141: ليسنر ضد أوفريم (بالإنجليزية: UFC 141: Lesnar vs. Overeem)‏ هو حدث لفنون القتال المختلطة نظمته يو إف سي، أُقيم في 30 ديسمبر 2011، على إم جي إم جراند جاردن أرينا في لاس فيغاس، نيفادا، الولايات المتحدة.